# Andrew Soltis
Andrew Eden Soltis (Hazleton, 28 de mayo de 1947) es un Gran maestro ajedrecístico americano, autor y columnista.
Andrew Soltis aprendió a mover las piezas del ajedrez con 10 años, leyendo un libro de la biblioteca pública de Astoria, Queens, donde creció. No volvió a interesarse por el ajedrez hasta que tenía 14 años, cuando se unió al club ajedrecístico Astoria, y posteriormente en el Club de ajedrez Marshall, compitiendo por primera vez en un torneo en 1961, en el Campeonato para jóvenes de la ciudad de Nueva York.

## Resultados destacados en competición
Soltis estuvo en activo especialmente durante los años 1970. Ganó el fuerte Torneo de Reggio Emilia 1971-72, obtuvo el título de Maestro Internacional en 1974, fue primer ex aequo en Nueva York 1977, y obtuvo el título de GM en 1980. A partir de los años 1980 se retiró de la competición activa. 

### Ranking mundial
Su mejor ranking Elo se ha estimado en 2596 puntos, en diciembre de 1970, momento en que tenía 23 años, lo que le situaría en 75.º lugar mundial en aquella fecha. Según Chessmetrics, fue el 74.º mejor jugador mundial en enero de 1971.

## Periodista y escritor de ajedrez
Su columna Chess to Enjoy (Ajedrez para disfrutar) es una de las de más larga vida Chess Life, la revista de la Federación de Ajedrez de Estados Unidos. Soltis es considerado uno de los más prolíficos escritores de ajedrez; ha escrito solo o con colaboradores alrededor de treinta libros. Mantiene también una columna semanal en el diario New York Post. Fue nombrado "Periodista de ajedrez del año" por la organización Chess Journalists of America en 1988.

## Libros
- Pawn Structure Chess, Tartan Books 1976. ISBN 0-679-14475-7, also McKay 1995, ISBN 0-8129-2529-7
- Grandmaster Secrets: Endings, 1997, 2003, Thinker's Press, ISBN 0-938650-66-1.
- Rethinking the Chess Pieces, 2004, Batsford, ISBN 0-7134-8904-9.
- Karl Marx Plays Chess : And Other Reports on the World's Oldest Game ISBN 0812919068.
- Turning Advantage into Victory in Chess ISBN 0812935810.
- Catalog of Chess Mistakes, 1980, Three Rivers Press, ISBN 0679141510
- The Art of Defense in Chess, 1986, Random House, ISBN 0679141081.
- A Black Defensive System For The Rest of Your Chess Career, 1987, Chess Digest, ISBN 0-87568-166-2
- Winning with 1 e4, 1988, Chess Digest
- The Inner Game of Chess: How to Calculate and Win, 1994, Random House, ISBN 0812922913
- Winning with 1 c4: A Complete Opening System, 1990, Chess Digest, ISBN 0875681921
- Soviet Chess 1917-1991, 1999, McFarland & Company, ISBN 0786406763
- Grandmaster Secrets: Openings, 2000, Thinker's Press, ISBN 0-938650-68-8
- Bobby Fischer Rediscovered, 2003, Batsford, ISBN 0713488468
- How to Choose a Chess Move, 2005, Batsford, ISBN 0713489790.
- The 100 Best Chess Games of the 20th Century, Ranked, 2006, McFarland & Company, ISBN 0786427418
- Transpo Tricks in Chess, 2007, Batsford, ISBN 0713490519
- The Wisest Things Ever Said About Chess, 2008, Batsford, ISBN 9781906388003
- Studying Chess Made Easy. Batsford 2010. ISBN 978-1-9063-8867-6.